# Новий Труд (Генічеський район)
Нови́й Труд — село в Україні, у Генічеській міській громаді Генічеського району Херсонської області, підпорядковане Чонгарській сільській раді. Населення становить 262 особи (2013), налічується 96 дворів.
Село засноване в 1926 — 1928 як ділянка №39 для єврейських переселенців. У селі був створений єврейський колгосп «Новий Труд», до якого приїжджали євреї з усієї України. У Другій світовій війні більшість єврейського населення виїхало або було примусово вивезене з села. До 1960-х років село відбудувалося після війни.

## Географія
Село розташоване у північній частині півострова Чонгар. Відстань від села до центральної садиби села Чонгара — 9 км. Поблизу населеного пункту проходить автошлях E105.
Село сполучається ґрунтовою дорогою завдовжки 3 км з автошляхом М18 (E105) Харків—Сімферополь, що проходить на схід від села. Із західної околиці села веде ґрунтова дорога до греблі через Сиваш.
У селі зупиняється лише автобус Генічеськ—Сиваш, який курсує раз на добу.
Поблизу села на північний схід від нього розташований зупинний пункт Платформа 1328 км на залізниці Новоолексіївка—Джанкой, на якому зупиняються електропоїзди маршруту Запоріжжя — Новоолекіївка — Сиваш, забезпечуючи, зокрема, сполучення з центром сільради — селом Чонгар (6 км).
Сусідні населені пункти:
У селі 4 вулиці з житловою забудовою — Гагаріна, Лермонтова, Мічуріна та Ветеранів.

## Історія
У 1926—1928 роках на місці сучасного Нового Труда була створена ділянка №39 для єврейських переселенців, де був створений єврейський колгосп «Новий Труд». Переселення відбувалося в рамках кампанії з аграризації євреїв, яка проводилася американською компанією «Агро-Джойнт» коштом американських євреїв. Більшість переселенців були переважно з України та міськими жителями, а не селянами.
Після Другої світової війни до села повернувся мало хто. Оскільки населення села було переважно єврейським, більшість мешканців Чонгара евакуювалися, решту вивезли німецькі війська.
У 1960-х роках село було досить розвинутим, мало великі рівні вулиці та охайні садиби.
На початку 1990-х власними силами чонгарського колгоспу «Грузія» в селі збудовано нову школу.
12 червня 2020 року, відповідно до Розпорядження Кабінету Міністрів України № 726-р «Про визначення адміністративних центрів та затвердження територій територіальних громад Херсонської області», увійшло до складу Генічеської міської громади.
17 липня 2020 року, в результаті адміністративно-територіальної реформи та ліквідації  колишнього Генічеського району увійшло до складу новоутвореного Генічеського району.
24 лютого 2022 року село тимчасово окуповане російськими військами під час російсько-української війни.

## Населення
За даними перепису 2001 року населення села становило 335 осіб, з них 69,85% зазначили рідною мову українську, 21,19% — російську, 8,36% — вірменську, а 0,6% — іншу.
Станом на 2013 рік населення села становило 262 особи (у 2012 році в селі проживало 272 особи). Структура жителів села за віком така:
- дітей дошкільного віку — 17;
- дітей шкільного віку — 40;
- громадян пенсійного віку — 57.

У 2012 році зафіксовано 1 народження і 3 смерті, показник природного приросту становить -7,4.

### Мова
Розподіл населення за рідною мовою за даними перепису 2001 року:
| Мова            | Кількість | Відсоток |
| --------------- | --------- | -------- |
| українська      | 234       | 69.85%   |
| російська       | 71        | 21.19%   |
| вірменська      | 28        | 8.36%    |
| білоруська      | 1         | 0.30%    |
| інші/не вказали | 1         | 0.30%    |
| Усього          | 335       | 100%     |

## Економіка
На території села діє одне сільськогосподарське підприємство — Фермерське господарство «Безручко», яке спеціалізується на вирощуванні зернових і технічних культур.
Працює магазин Малого приватного підприємства «Ніночка».

## Соціальна сфера
У селі діє Новотрудівська школа-дитячий садок.

## Політика
Село входить до складу Чонгарської сільської ради (голова — Білецька Тетяна Олександрівна, висунута Комуністичною партією України).
До складу Чонгарської сільської ради входить 20 депутатів, серед яких двоє обрані від Нового Труда (всі висунуті Партією регіонів).
У селі діють місцеві осередки таких партій: Партія регіонів, Республіканська партія України та Соціал-демократична партія України (об'єднана).
Село Новий Труд утворює постійну виборчу дільницю № 650227, яка розташована в приміщенні школи-саду на вулиці Лермонтова, 2А (до запровадження в 2012 році постійних виборчих дільниць сільська дільниця була розташована почергово в конторі колишнього колгоспу та сільській школі). Результати виборів:
- Парламентські вибори 2002: зареєстровано 200 виборців, явка 86,50%, найбільше голосів віддано за Комуністичну партію України — 33,53%, за Соціал-демократичну партію України (об'єднану) — 10,98%, за блок «За єдину Україну!» — 10,40%. В одномандатному окрузі найбільше голосів отримав Ганжа Володимир Федорович (СелПУ) — 39,31%, за Сопруна Сергія Івановича (самовисування) — 10,98%, за Ніколаєнка Станіслава Миколайовича (СПУ) — 10,40%[20].
- Вибори Президента України 2004 (третій тур): зареєстровано 185 виборців, явка 90,27%, з них за Віктора Януковича — 74,25%, за Віктора Ющенка — 20,36%[21].
- Парламентські вибори 2006: зареєстровано 171 виборця, явка 87,13%, найбільше голосів віддано за Партію регіонів — 55,03%, за Блок Юлії Тимошенко — 8,05%, за блок «Наша Україна» — 6,04%[22].
- Парламентські вибори 2007: зареєстровано 168 виборців, явка 72,02%, найбільше голосів віддано за Партію регіонів — 58,68%, за Блок Юлії Тимошенко — 15,70%, за блок «Наша Україна — Народна самооборона» — 8,26%[23].
- Вибори Президента України 2010 (перший тур): зареєстровано 163 виборці, явка 76,07%, найбільше голосів віддано за Віктора Януковича — 55,65%, за Юлію Тимошенко — 10,48%, за Арсенія Яценюка — 8,87%[24].
- Вибори Президента України 2010 (другий тур): зареєстровано 160 виборців, явка 75,63%, з них за Віктора Януковича — 61,16%, за Юлію Тимошенко — 30,58%[25].
- Парламентські вибори 2012: зареєстровано 161 виборця, явка 65,22%, найбільше голосів віддано за Комуністичну партія України — 43,81%, за Партію регіонів — 30,48%, за Всеукраїнське об'єднання «Батьківщина» — 6,67%[26]. В одномандатному окрузі найбільше голосів отримав Хлань Сергій Володимирович («Україна — Вперед!») — 45,63%, за Пінаєва Олександра Вікторовича (самовисування) — 12,62%, за Опанащенка Михайла Володимировича (ПР) — 11,65%[27].
- Вибори Президента України 2014: зареєстровано 159 виборців, явка 54,09%, найбільше голосів віддано за Петра Порошенка — 36,04%, за Вадима Рабіновича — 12,79%, за Олега Ляшка та Юлію Тимошенко — по 11,63%[28].
- Парламентські вибори 2014: зареєстровано 160 виборців, явка 41,88%, найбільше голосів віддано за Партію Сергія Тігіпка «Сильна Україна» — 17,91%, за Радикальну партію Олега Ляшка та Всеукраїнське аграрне об'єднання «Заступ» — по 14,93%[29]. В одномандатному окрузі найбільше голосів отримав Кістечок Олександр Дмитрович (самовисування) — 25,37%, за Хланя Сергія Володимировича (БПП) — 23,88%, за Збаровського Петра Миколайовича («Сильна Україна») — 16,42%[30].

## Пам'ятки
Єдиною в державному реєстрі пам'яткою в Новому Труді є група з восьми курганів III тисячоліття до н. е. — II тисячоліття н. е. заввишки 1,5—23 метри кожен. Відкриті у 1950, 1986 і 2002 роках дослідниками Билковою Валерією Павлівною та Оленковським Миколою Петровичем, вони мають статус пам'ятки археології місцевого значення з 1983 року (охоронний номер 1614).

## Відомі люди
Жителька села Катерина Миколаївна Маслова отримала відзнаку «Мати-героїня».